# 新潟県立長岡農業高等学校
新潟県立長岡農業高等学校（にいがたけんりつ ながおかのうぎょうこうとうがっこう、英称：Niigata Prefectural Nagaoka Agricultural High School）は、新潟県長岡市にある県立農業高等学校である。略称は長農(ちょうのう)、農高など。
専門高校活性化「長岡CAT」プロジェクト（模擬株式会社）運営校のひとつである。

## 概要

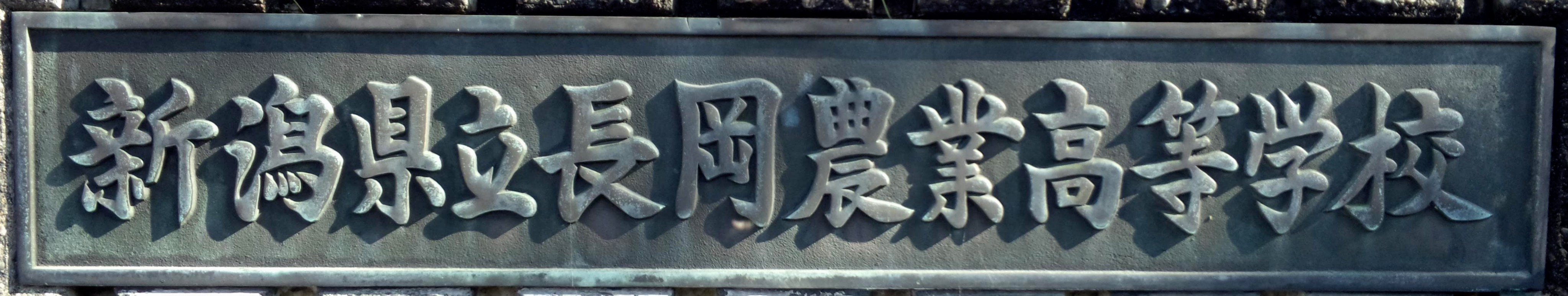
学校表示

本校の起源は1908年に古志郡が設置した上組農學校の開校に遡る。1922年に古志郡から県に移管され、1954年に現在の校名に改称した。
かつては定時制課程や分校を2校有していたが、現在は廃止されている。
2008年度以降は長岡市内の専門高校と学校間連携の一環で、模擬株式会社「長岡CAT」の運営を開始した。（詳細は課外活動の節を参照）

### 校歌
作詞：相馬御風・作曲：中山晋平

### 生徒データ
- 生徒数430名[3]

### 進路
2017年度は大学・短大への進学率は10.4％、農業大学および専門学校への進学率は51.9％、就職率は37.7％。

## 設置課程
（公式ホームページに準拠）
- 全日制課程（160名[3]）
  - 生活環境科
    - 生活デザインコース
    - 地域デザインコース

  - 生産技術科
    - 作物生産コース
    - 動物科学コース
    - 青果生産コース
    - 園芸科学コース

  - 食品化学科
    - 食品加工コース
    - 栄養科学コース

### 廃止された課程
- 全日制課程[6]
  - 農産製造科（設置：1963年度・廃止：1971年度→食品化学科に転換）
  - 生活科（設置：1964年度）
  - 農業科（募集停止：1995年度）
  - 畜産科（設置：1971年度・募集停止：1995年度）
  - 農業経済科（廃止：2013年度→生活環境科に転換）

## 沿革
- 1908年 - 古志郡立上組農學校として開校。
- 1922年 - 郡から新潟縣へ移管され、新潟縣立上組農學校と改称。
- 1948年4月1日 - 学制改革により新潟県立上組農業高等学校となる。同時に定時制課程を開設、山本分校・種苧原分校（後の山古志分校）を開校。
- 1954年4月1日 - 所在地の古志郡宮内町（旧：上組村）が長岡市に編入合併したのに伴い、現校名新潟県立長岡農業高等学校に改称。
- 1963年 - 農産製造科を設置。
- 1964年 - 生活科を設置。
- 1971年 - 畜産科を設置し、農産製造科を食品化学科に転科。
- 1987年 - 農業経済科を設置。
- 1992年 - 生活科の募集を停止。
- 1995年 - 農業科・畜産科を募集停止し、新設された生産技術科が2科を継承。
- 1998年 - 創立90周年。
- 2004年 - 新潟県中越地震で被災。山古志分校は震災被害による全村避難の影響で、本校に仮移転。
- 2006年 - 山古志分校を閉校する。
- 2008年 - 創立100周年記念式典挙行。生産物販売実習室が竣工する。
- 2013年度 - 農業経済科を生活環境科に転換、生産技術科・生活環境科・食品化学科のくくり募集を開始。
- 2018年11月10日 - 創立110周年記念式典挙行。（予定）

## 部活動
（公式ホームページに準拠）

### 運動部
- 野球部
- 山岳部
- 空手道部
- サッカー部
- バドミントン部
  - 男子
  - 女子
- 陸上競技部
  - 男子
  - 女子
- バレーボール部
  - 男子
  - 女子
- バスケットボール部
  - 男子
  - 女子
- 柔道部
  - 男子
  - 女子
- 卓球部
  - 男子
  - 女子

### 文化部
- 音楽部
- 美術部
- 書道部
- 新聞部
- 手芸部
- 生物部
- 写真部
- 茶華道部
- 朱鷺プロジェクト部

### 同好会
- 剣道同好会
- 畜産同好会
- 軽音楽同好会
- 食品科学同好会

## ギャラリー

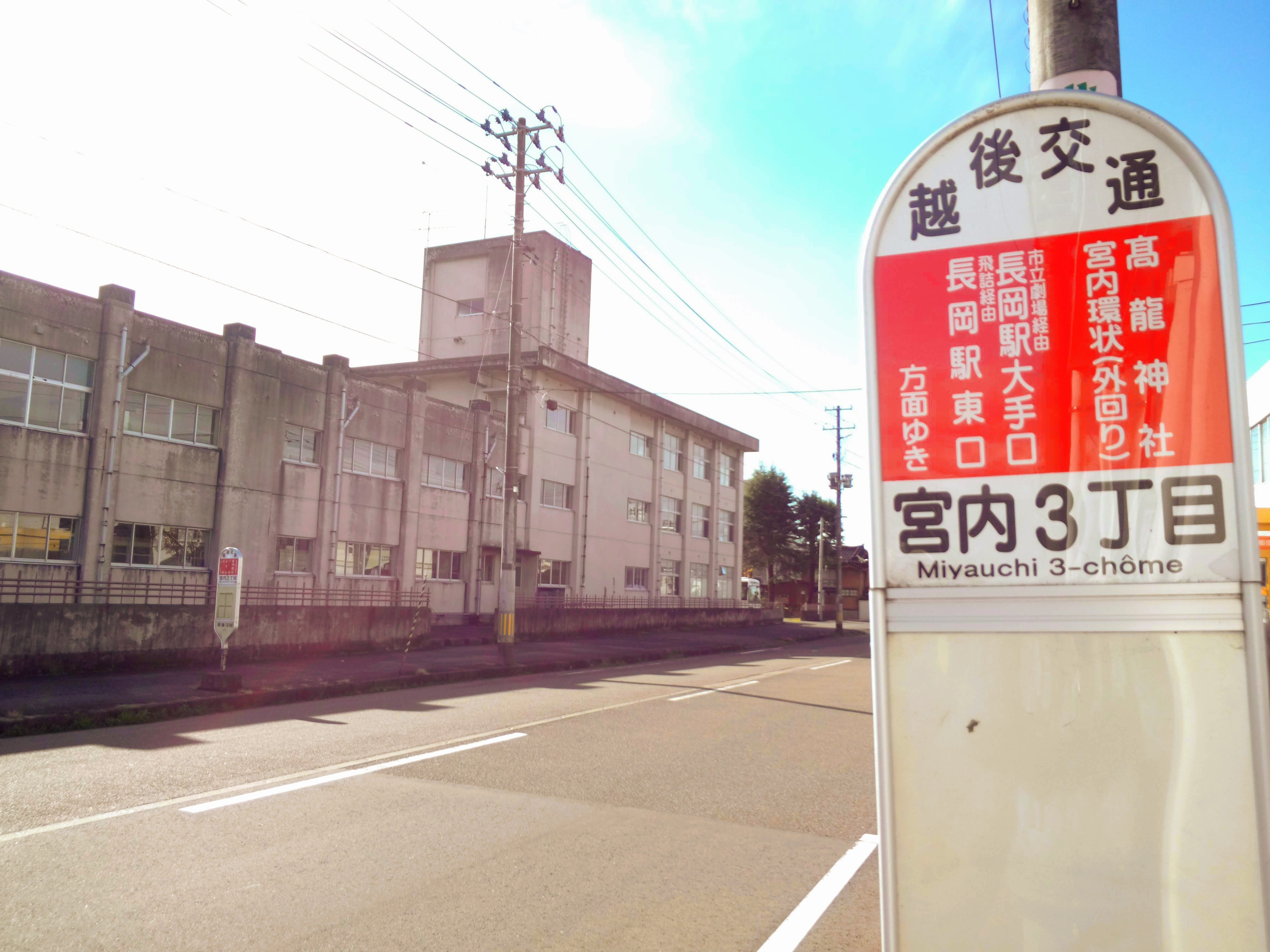
バス停から見た校舎

### 校舎

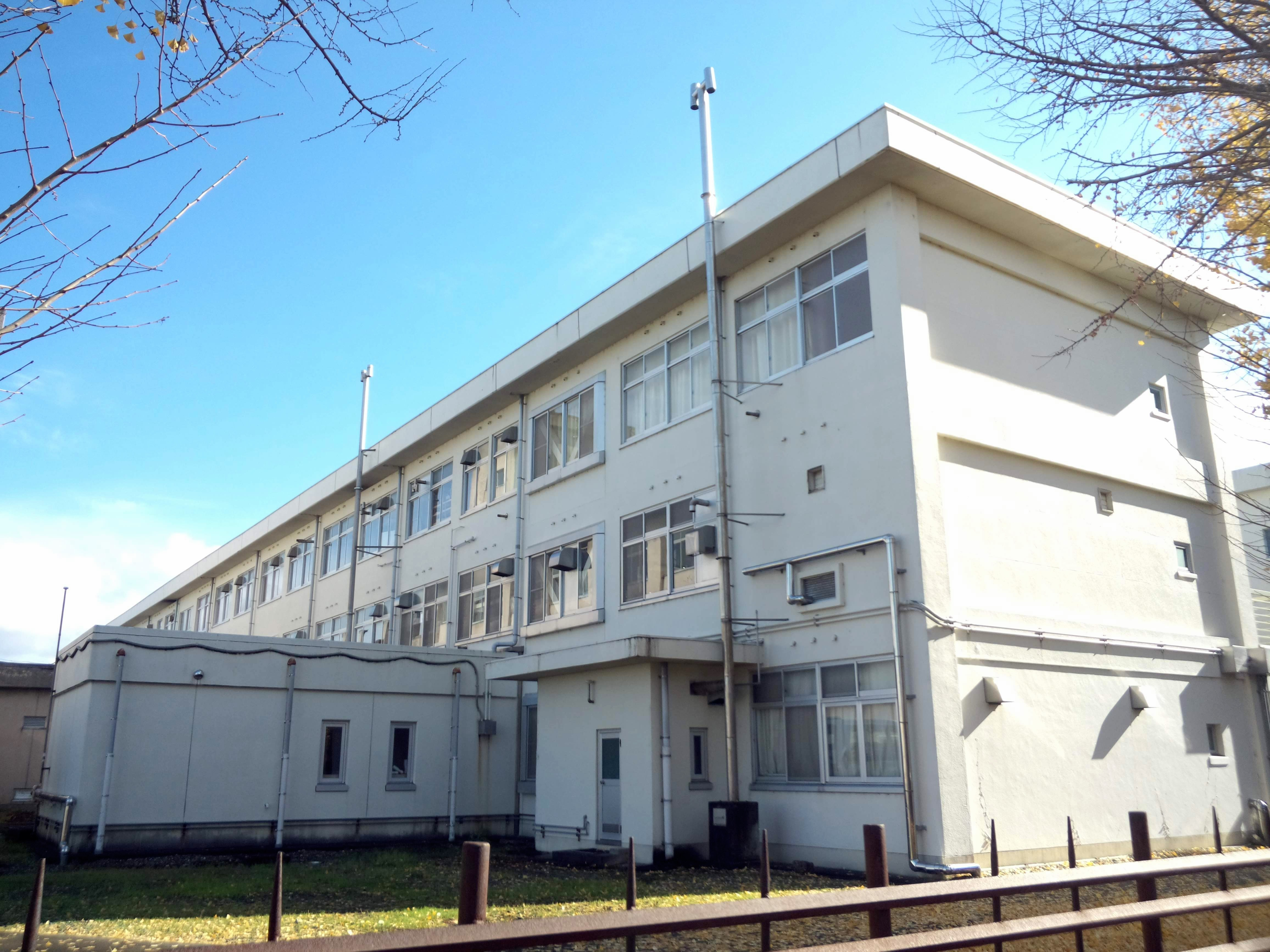
校舎
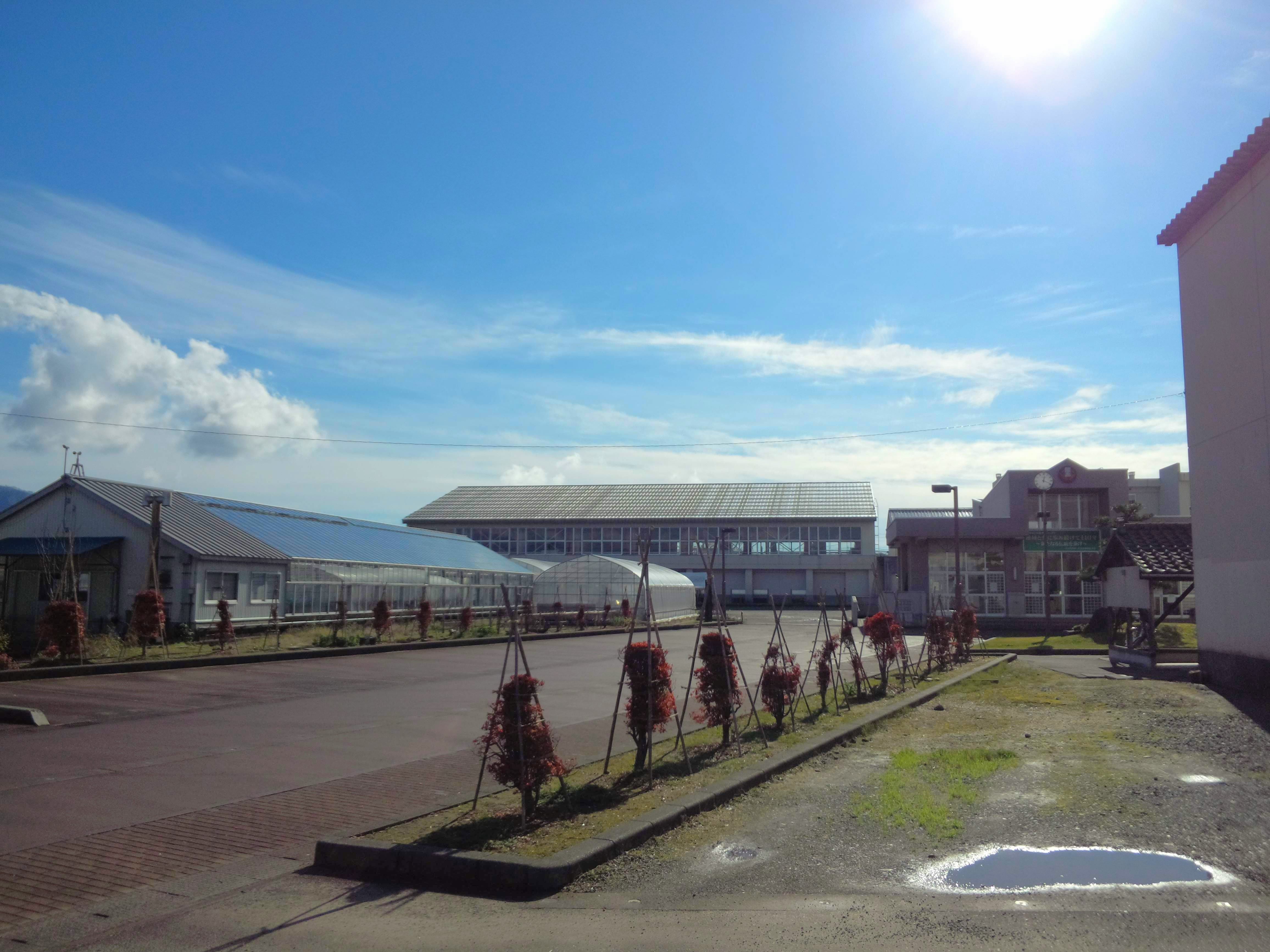
体育館

### 移動手段

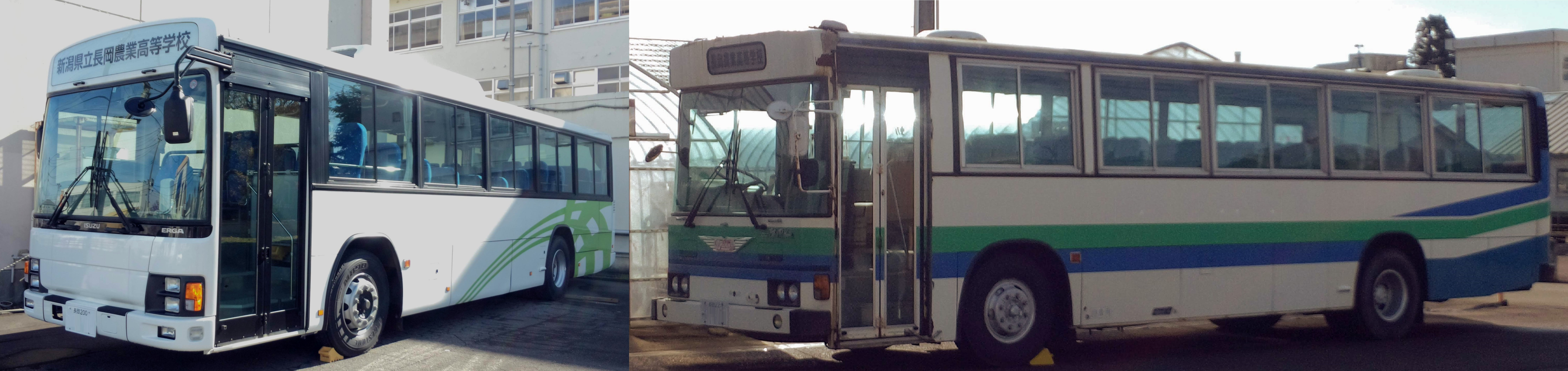
学校所有のバス

## 課外活動

### 長岡CAT
本校は開校当初より農業を主とする学科を有する専門高等学校であるが、2008年度に設立された長岡CATの運営においては、本校で生産した生鮮商品などの物販における常設店舗の設置を行っている。

### 長岡ラーメン選手権
本校はアオーレ長岡にて開催される「高校生長岡ラーメン選手権」に例年出場している。
2018年は「農麺 Girls’」と称するチームが制作・販売した「濃厚！長農 味噌ラーメン」が、長岡市摂田屋町のラーメン店「のろし長岡」によって商品化された。

## 著名な出身者
- 小宮山孝義（元：六日町町長）
- 種村芳正（元：新潟県議会議長）
- 富所正一（シンガーソングライター）
- 星野芳昭（元：堀之内町長・元：魚沼市長）

## 交通・アクセス方法
- 越後交通「宮内3丁目」バス停より徒歩すぐ
- JR東日本（上越線・信越本線）宮内駅より東へ約280m[9]（徒歩：約4分[9]）

### ギャラリー
- バス停から見た校舎